# Nina Companeezová
Nina Companeezová (Companeez, * 26. srpna 1937 Boulogne-Billancourt – 9. dubna 2015 Paříž) byla francouzská scenáristka a režisérka. Byla dcerou ruského emigranta Jacquese Companeeze, který byl rovněž významným francouzským scenáristou.
Spolupracovala zejména s Michelem Devillem.